# Tonelada
Tonelada ist der spanische Ausdruck für eine metrische Tonne. Bevor sich jedoch die metrische Tonne durchsetzte, bezeichnete Tonelada ein Schiffsfrachtgewicht, das im spanischen und portugiesischen Wirtschaftsraum verwendet wurde, jedoch unterschiedliche Einteilungen aufwies. So bezeichnete eine Tonelada:
| Staat                | Maß/Anwendung                         | Unterteilung             | metrisches Äquivalent |
| Spanien              | Stückmaß                              | 20 Quintales = 80 Arobas | 920,186 kg            |
| Portugal, Brasilien  | für Flüssigkeiten                     | 2 Pipas oder 60 Almud    |                       |
| Argentinien, Uruguay | für Flüssigkeiten und als Getreidemaß | 1/2 Lastre               | 1029 l                |
| Portugal             | Gewichtsmaß                           | 54 Arrobas               | 793,15 kg             |
| Chile                | für Guano                             |                          | 920 kg                |
| Uruguay              | für Guano                             |                          | 918,8 kg              |

Eine spanische Tonelada entsprach 1842 deutschen Zollpfund, eine portugiesische Tonelada entsprach 1586 Zollpfund.
Bei Schiffsfrachten wurde oftmals die britische Tonne verwendet, wobei aber in Brasilien für Steinkohle eine Tonelada mit 70 Arrobas = 1028 kg gerechnet wurde.